# Dagö
Dagö — естонський фолк-рок-гурт. 

## Історія
Гурт Dagö був утворений 1998 року в Таллінні Лаурі Саатпалу, Пеетером Ребане і Тійтом Кікас. «Dagö» — це стара назва естонського острова Хіюмаа. Перший альбом гурту, "Dagö", вийшов 2000 року, і був визнаний найкращим альбомом року в Естонії у стилі фолк/етно. Тоомас Рулл (ударні) і Рауль Вайґла (бас) приєдналися до групи невдовзі після цього. 2001 року гурт "Dagö" виграв перший приз на фестивалі в Пярну. 2002 року Тійт Кікас покинув групу. Другий альбом, "Toiduklubi", вийшов того ж року, і незабаром до групи приєднався клавішник Тааві Керікмяе. Їхній третій альбом, "Hiired Tuules", вийшов 2003 року, і того ж року барабанщик Петтері Хаса також приєднався до групи. Четвертий альбом, "Joonistatud Mees", вийшов 2006 року. Крім того, 2006 року гурт був визнаний найкращим фолк-рок-гуртом року Естонії. П'ятий альбом, "Möödakarvapai", вийшов 2008 року, і незабаром після цього група оголосила про розформування. Восени 2010 року група почала запис з новими членами, а в березні 2011 року вони випустили свій шостий студійний альбом "Plaan Delta".

## Учасники
- Лаурі Саатпалу – вокал
- Пеетер Ребане – гітара, вокал
- Хенно Келп – бас, контрабас, вокал
- Кріст'ян Прікс – перкусія, вокал
- Тарві Кулл – клавішні, вокал

## Колишні учасники
- Тійт Кікас
- Рауль Вайґла
- Тоомас Рулл
- Крісто Коткас
- Тааві Керікмяе
- Петтері Хаса

## Дискографія
- 2000: "Dagö"
- 2002: "Toiduklubi"
- 2003: "Hiired tuules"
- 2006: "Joonistatud mees"
- 2007: "Dagö DVD+CD" (також знаний як "Dagö Palmses")
- 2008: "Möödakarvapai"
- 2011: "Plaan Delta"